# Lijst van nummer 1-hits in Zwitserland in 2016
Deze hits stonden in 2016 op nummer 1 in de Schweizer Hitparade, de bekendste hitlijst in Zwitserland.
| Datum        | Artiest                              | Titel                   |
| ------------ | ------------------------------------ | ----------------------- |
| 3 januari    | Adele                                | Hello                   |
| 10 januari   | Adele                                | Hello                   |
| 17 januari   | Adele                                | Hello                   |
| 24 januari   | Adele                                | Hello                   |
| 31 januari   | Glasperlenspiel                      | Geiles Leben            |
| 7 februari   | Glasperlenspiel                      | Geiles Leben            |
| 14 februari  | Alan Walker                          | Faded                   |
| 21 februari  | Alan Walker                          | Faded                   |
| 28 februari  | Alan Walker                          | Faded                   |
| 6 maart      | Alan Walker                          | Faded                   |
| 13 maart     | Alan Walker                          | Faded                   |
| 20 maart     | Alan Walker                          | Faded                   |
| 27 maart     | Alan Walker                          | Faded                   |
| 3 april      | Alan Walker                          | Faded                   |
| 10 april     | Alan Walker                          | Faded                   |
| 17 april     | Alan Walker                          | Faded                   |
| 24 april     | Alan Walker                          | Faded                   |
| 1 mei        | Alan Walker                          | Faded                   |
| 8 mei        | Drake, Wizkid & Kyla                 | One Dance               |
| 15 mei       | Drake, Wizkid & Kyla                 | One Dance               |
| 22 mei       | Justin Timberlake                    | Can't Stop the Feeling! |
| 29 mei       | Drake, Wizkid & Kyla                 | One Dance               |
| 5 juni       | Drake, Wizkid & Kyla                 | One Dance               |
| 12 juni      | David Guetta & Zara Larsson          | This One's for You      |
| 19 juni      | David Guetta & Zara Larsson          | This One's for You      |
| 26 juni      | David Guetta & Zara Larsson          | This One's for You      |
| 3 juli       | David Guetta & Zara Larsson          | This One's for You      |
| 10 juli      | Enrique Iglesias & Wisin             | Duele el corazón        |
| 17 juli      | Álvaro Soler                         | Sofia                   |
| 24 juli      | Enrique Iglesias & Wisin             | Duele el corazón        |
| 31 juli      | Álvaro Soler                         | Sofia                   |
| 7 augustus   | Major Lazer, Justin Bieber & MØ      | Cold Water              |
| 14 augustus  | Major Lazer, Justin Bieber & MØ      | Cold Water              |
| 21 augustus  | Major Lazer, Justin Bieber & MØ      | Cold Water              |
| 28 augustus  | Major Lazer, Justin Bieber & MØ      | Cold Water              |
| 4 september  | Álvaro Soler                         | Sofia                   |
| 11 september | DJ Snake & Justin Bieber             | Let Me Love You         |
| 18 september | Sia & Kendrick Lamar                 | The Greatest            |
| 25 september | DJ Snake & Justin Bieber             | Let Me Love You         |
| 2 oktober    | DJ Snake & Justin Bieber             | Let Me Love You         |
| 9 oktober    | Rag'n'Bone Man                       | Human                   |
| 16 oktober   | Rag'n'Bone Man                       | Human                   |
| 23 oktober   | Rag'n'Bone Man                       | Human                   |
| 30 oktober   | Rag'n'Bone Man                       | Human                   |
| 6 november   | Rag'n'Bone Man                       | Human                   |
| 13 november  | Rag'n'Bone Man                       | Human                   |
| 20 november  | Rag'n'Bone Man                       | Human                   |
| 27 november  | Rag'n'Bone Man                       | Human                   |
| 4 december   | Clean Bandit, Sean Paul & Anne-Marie | Rockabye                |
| 11 december  | Clean Bandit, Sean Paul & Anne-Marie | Rockabye                |
| 18 december  | Clean Bandit, Sean Paul & Anne-Marie | Rockabye                |
| 25 december  | Clean Bandit, Sean Paul & Anne-Marie | Rockabye                |